# 苏鲁桥
苏鲁桥是中國浙江省湖州市南浔区南浔镇辑里村的一座水泥桥。该桥建于1935年。
2015年公布为湖州市文物保护单位。2017年，公布为浙江省文物保护单位。